# Vadna
Vadna község Borsod-Abaúj-Zemplén vármegyében, a Kazincbarcikai járásban.

## Fekvése
A település a Sajó folyó és a Bán-patak összefolyásától délkeletre fekszik, a Sajó-völgy kistájon, 141 méteres tengerszint feletti magasságban. Délről a Tardonai-dombság, délnyugatról az Upponyi-hegység, északról a Putnoki-dombság határolja. A környező települések: északkelet felől Sajókaza, kelet felől Sajóivánka, dél felől Nagybarca, nyugat felől Sajóvelezd, északnyugat felől pedig Sajógalgóc.

### Éghajlata
A település éghajlata mérsékelten hűvös, mérsékelten száraz. Évi csapadéka átlagosan 600 mm, ebből a nyári félévben 400 mm esik.
A település felszíni vizekben gazdag. Folyója a Sajó, állandó vízfolyása még a Bán-patak, amely két ágra bomlik a falutól délre. A nyugati ágát elterelték az 1980-as évek végén, amikor a külszíni fejtés bányagödrét mélyítették. A keleti ágát valószínűleg a vízimalmok hajtására terelték keresztül a falun valamikor a középkorban. Az árvizek főleg kora tavasszal és nyár elején fordulnak elő.
A Sajó vizét a határon túli és a magyar ipar is jelentősen igénybe vette az elmúlt évtizedekben. Az ipar visszaszorulásával az utóbbi időszakban jelentős javulás tapasztalható. Halállománya visszatelepült, egyedei fogyaszthatók.
A vadnai folyószakaszon a mederfeltöltés üteme évi 6 mm, a Sajó szakaszjellege kanyarogva feltöltő.
A völgynek tetemes talajvízkincse van, átlagosan 2–4 m között található. Mennyisége 200 l/s, felerészben parti szűrésű. Hasonló mértékű a rétegvíz is, mely minőségileg elég kemény és szulfátos.
A településtől nem messze Ny-ra található a Darnó-öv. Következményeként a medencealjzat magasan települt, helyenként mindössze 20–25 m mélységben van a felszín alatt. Anyaga devon korú, kristályos mészkő.
A miocén ottnangi emeletének képződménye az alsó-riolittufa, illetve különböző áthalmozott mállástermékei.

### Növényzete
A falu talajtakarója változatos, a folyóvölgyet szegélyező dombok legmagasabb részein, nyirokszerű agyagon, vagy andezit málladékon képződött agyagbemosódásos barna erdőtalajok vannak.  A nyers öntések részaránya 13%, az öntés réti talajok 57%, a réti talajok 6%.
Növényzete a Pannóniai flóratartomány, Északi-középhegység flóravidékének, Tornense flórajárásába tartozik. A Sajó folyót és a Bán-patakot hajdan összefüggő, mára megritkult füzes-égeres ártéri ligeterdő kíséri.

### Megközelítése
Legfontosabb közúti megközelítési útvonala a 26-os főút, mely a központján is áthalad, ezen érhető el a megyeszékhely, Miskolc és az országhatár felől is. Eger térségével a 2506-os, Sajóvelezddel a 2527-es út köti össze. A hazai vasútvonalak közül a Miskolc–Bánréve–Ózd-vasútvonal érinti, melynek egy megállási pontja van itt, Vadna megállóhely, a belterület északi részén

## Nevének eredete
Nevének tövében a szláv voda, víz szó rejlik.

## Története
Ősi település. Őskőkori eredetű emberi csontvázat találtak a Sajón átvezető vasúti híd mellett, vaskori leletként négy lándzsa került elő. A honfoglalás előtt vidékünket szlávok lakták, de a 10. században már vegyes, szláv-magyar lakosságú vidék volt.
Neve először 1237-42-ben fordul elő Wodna alakban. Királyi adományszerzés révén ekkortájt szerzett itt birtokokat Domossa. Nagyon sokáig két különálló részből állt. Névváltozatai: Alsó Vadna, Felső Vadna, Sajóvadna.
Évszázadokon keresztül jelentős település volt, mivel itt haladt keresztül az ősi Miskolc-Rimaszombat országút, amely keresztezte a Sajót a Hosszúrévi-pusztánál, ahol nem csak rév, hanem vám is volt.
Vára is volt a községnek, amit a husziták emeltek 1457-58-ban. A Sajó völgyében, a Bükk hegység egyik nyúlványára épült a vár, a Galgócival egyetemben. Mátyás király utasítására Rozgonyi Sebestyén 1458-ban megostromolta a vadnai és a Galgóci várat, kiűzte a huszitákat, a várakat pedig leromboltatta. Ez volt az első nyertes ütközet a Felvidék népeit hosszú éveken keresztül sanyargató husziták ellen. A csatáról Antonio Bonfini Rerum Ungaricum decades című művében részletes leírás található.  A vár történetét Jósika Miklós 1839-ben megjelent "A csehek Magyarországon" című regényében örökítette meg.
1577 november 10-én a szikszói Szent Márton-napi vásárra rátörtek a Ferhád füleki bég vezette törökök. Rengeteg zsákmánnyal és kb. 1000 keresztény fogollyal távoztak.
Megtorlásul Szendrőből Rákóczi Zsigmond, Kassáról Geszti Ferenc és Prépostváry Bálint érkeztek csapatokkal. Vadnánál a Sajó átkelőhelyén Hosszúrévnél bevárták a túlerőben lévő törököket. A csata egészen egy fényes üstökös megjelenéséig tartott, amely megfutamította a babonás törököket.

## Közélete

### Polgármesterei
- 1990–1994: Dr. Káldy Lajos (független)[8]
- 1994–1998: Kozma László (független)[9]
- 1998–2002: Kozma László (független)[10]
- 2002–2006: Bencze Péter (független)[11]
- 2006–2010: Bencze Péter (független)[12]
- 2010–2014: Bencze Péter (független)[13]
- 2014–2019: Bencze Péter (független)[14]
- 2019–2024: Bencze Péter (független)[15]
- 2024– : Bencze Péter (független)[1]

## Népesség
A település népességének változása:
| Lakosok száma | 621  | 623  | 623  | 698  | 628  | 631  | 608  |
|               | 2013 | 2014 | 2015 | 2021 | 2022 | 2023 | 2024 |

A település lakosságának nemzetiségi kötődése a 2001-es népszámlálás adatai szerint: 89,6% magyar, 4,5% cigány, illetve a lakosság 10,4%-ának a nemzetiségi kötődése ismeretlen.
A 2011-es népszámlálás során a lakosok 82,1%-a magyarnak, 2,5% cigánynak, 0,2% horvátnak, 0,2% lengyelnek, 0,6% németnek, 0,2% ruszinnak, 0,5% szlováknak mondta magát (17,8% nem nyilatkozott; a kettős identitások miatt a végösszeg nagyobb lehet 100%-nál). A vallási megoszlás a következő volt: római katolikus 15,3%, református 41,4%, görögkatolikus 2,5%, evangélikus 1,1%, felekezeten kívüli 13% (26,6% nem válaszolt).
2022-ben a lakosság 90%-a vallotta magát magyarnak, 0,5% cigánynak, 0,3% szlováknak, 0,2% ruszinnak, 2,4% egyéb, nem hazai nemzetiségűnek (10% nem nyilatkozott; a kettős identitások miatt a végösszeg nagyobb lehet 100%-nál). Vallásuk szerint 12,4% volt római katolikus, 31,4% református, 2,4% görög katolikus, 1,3% egyéb katolikus, 0,8% evangélikus, 0,2% egyéb keresztény, 0,2% evangélikus, 11,6% felekezeten kívüli (39,6% nem válaszolt).

## Címerleírás
Álló, háromszögletű, kék színű katonai pajzs, alul ezüst hullámpólyával, a pajzs mezejében jobbra forduló, ágaskodó, jobb mellső lábával kivont szablyát tartó arany egyszarvú lebeg. A pajzsot mindkét oldalról zöld levélkoszorú övezi, alatta egy szalag lebeg Vadna felirattal.
A címer magyarázata:
A pajzs kék színe a magyar nemesi heraldika kedvelt színe. A címer fő alkotó eleme a régi önkormányzati jelkép, az egyszarvú, amely a Napot szimbolizálja, így kapta az arany színt. Ezen túl utal a vármegye köznemesi hagyományaira is. A pajzstartó az egyik oldalról bükkfa, a másik oldalról tölgyfakoszorú – utal a község és környéke természeti értékeire, annak megbecsülésére, védelmére. Az ezüst hullámpólya, a vízre utal, amely Vadna életében betöltött nagy szerepét szimbolizálja. Ennek alkalmazása még hangsúlyosabb, tekintettel arra, hogy a községnév a szláv voda (víz) szóból származik, s ez a tény a címert beszélő címerré teszi. Ez a címer fajta pedig a községi és családi címerek közül a legértékesebb. A község nevével ellátott szalag és a címer egyszerre való láttatása azért szükséges, hogy az emberek azonosítani tudják a címert és a települést.
A Borsod vármegyéhez tartozott település, már az őskorban is lakott hely volt, valószínűleg kedvező földrajzi helyzetének köszönhetően. Az Árpád-korban is ez adta jelentőségét: vám és rév volt a Sajón, ráadásul a Bán-patak völgyén át itt kezdődött az Eger felé vezető fontos út. A község nevét is ezeknek a folyóvizeknek köszönhette, amely vízben bővelkedő helyet jelentett. A természeti környezet, a közeli erdőségek régen és jelenleg is nagy értéket képviselnek. Több birtokos család neve felmerül a község birtoktörténetében. Az elmúlt századokban Vadna a környékbeli települések sorsát élte. Megszenvedte a huszita harcokat, Vadna és környéke a husziták egyik központja volt. Az 1550-es évek elején a Fülekről kiinduló török támadás pusztította el, de rövidesen újjáépült. A község más településekhez hasonlóan rendelkezett bizonyos önkormányzattal. Ennek emléke egy máig fennmaradt 18. sz.-i pecsétnyomó. A pecsét különlegessége, hogy a sok korabeli, egyhangú ábrájú pecsétnyomókkal ellentétben egy unikornist, azaz egyszarvút ábrázol, amely mellső lábával kivont szablyát tart. Hogy a klasszikus címertannak e kedvelt alakja, hogyan került egy kisközség címerére, arra ma már nehéz magyarázatot találni: elképzelhető, hogy a birtokos Szepessy család címeréből vette át a község.

## Nevezetességei
- Koszla-forrás
- A vadnai vízimalom épületeReformátus templom
- Vadna-Park Üdülőközpont
- Vadnai vár
- Várhegy

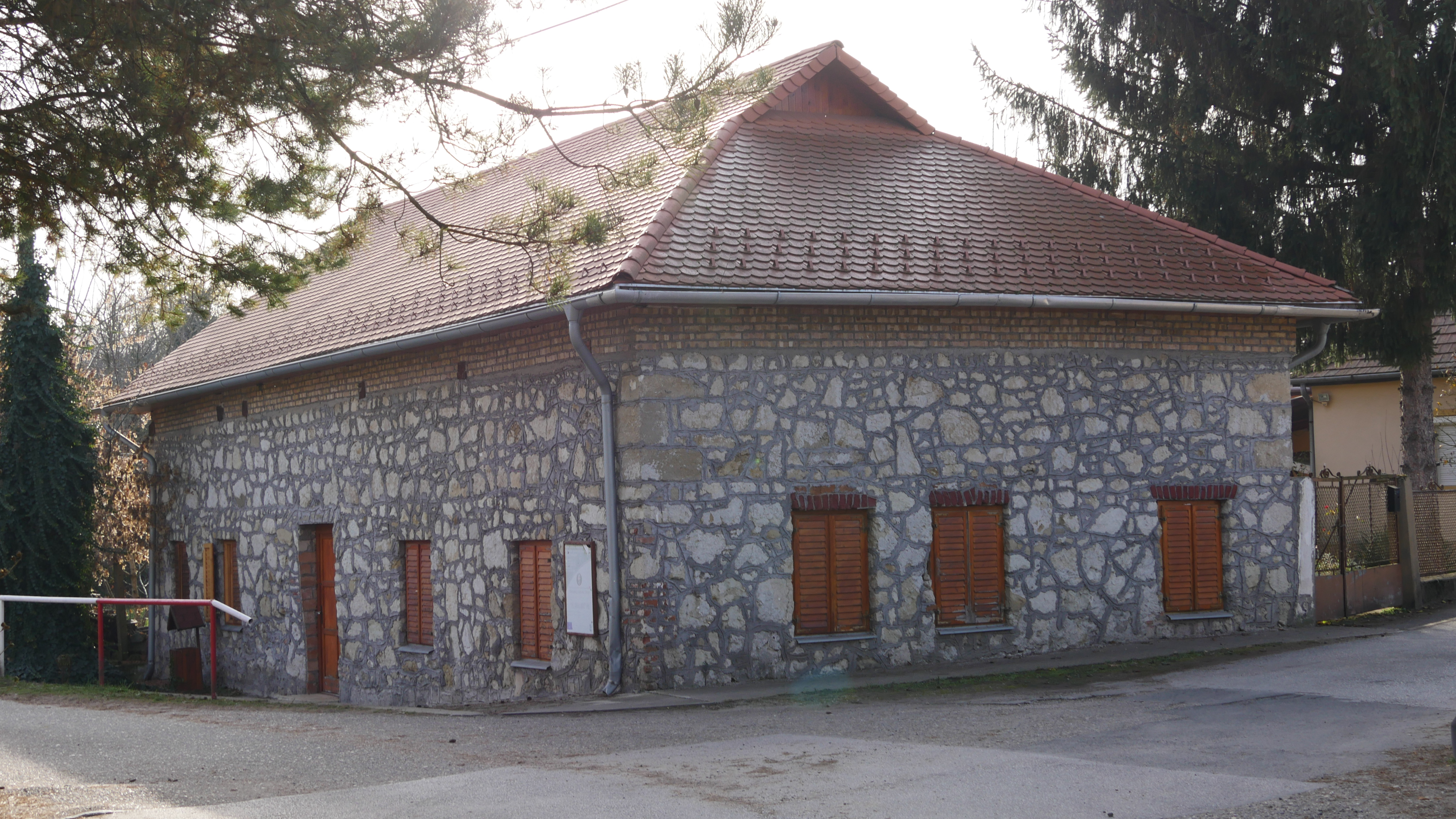
A vadnai vízimalom épülete

- Vízimalom. A községben található, a Bán-patak mellé épült „öreg Vízimalom" a legrégebbi épület a településen, 500 éves.[19]

## Vadnán született
- 1915 május 20. – Szabon József fül-orr-gégeorvos, címzetes egyetemi tanár, klinikai igazgató. A debreceni egyetemen avatták doktorrá 1941-ben. Pályájának állomásai: Debrecen, Miskolc, Szentes, Budapest, Szeged. A Magyar Fül-Orr-Gége Orvosok Egyesületének vezetőségi tagja, a Fül-orr gégegyógyászat szerk. bizottsági tagja. Megkapta a Cházár András-emlékérmet. 1977. január 30-án halt meg Szegeden.